# Ovostar Union
Овостар Юніон (WSE: OVO) — агропромисловий український агрохолдинг, входить до трійки найбільших виробників курячих яєць України. Випускає продукцію під брендами «Ясенсвіт» (яйця) та «Ovostar» (яєчні продукти).
У 2021 році зібрано 1,69 млрд яєць, загальне поголів'я становило 8,4 млн особин, у тому числі 7,0 млн несучок.
У 2020 році зібрано 1,67 млрд яєць, поголів'я птахів становило 8,0 млн особин, у тому числі курей-несучок — 6,6 млн.
2019 року компанія зібрала 1,587 млн яєць, загальне поголів'я склало 8,1 млн особин, з яких 6,7 млн — несушки. Переработка яєць склала 577 млн шт. (+ 9 %). 
Власники: Борис Бєліков та Віталій Вересенко.

## Історія
- 2008 року підприємці Борис Бєліков та Віталій Вересенко об'єднали свої компанії «Бориспіль Агро Трейд», ТОВ «Овостар», ТОВ «Золоте курча» та «Малинове» у групу компаній «Овостар Юніон». 2010 року «Золоте курча» перейменовано на «Ясенсвіт», «Бориспіль Агро Трейд» — на «Овостар Юніон». Птахофабрики пройшли сертифікацію відповідно до вимог ISO 9001:2008 та ISO 22000:2005 HACCP.
- 2011 — «Овостар Юніон» здійснила IPO на Варшавській фондовій біржі, продано 1,5 млн акцій (25 % від капіталу компанії), сума ІРО склала PLN 93 млн.
- 2012 — завершився перший етап інвестиційної програми, заявленої в ході IPO[4]. Потужності виробництва збільшено майже вдвічі. Вартість інвестиційної програми на 2011—2012 роки склала $46,5 млн, в тому числі $31 млн було залучено в результаті IPO, $15,5 млн — реінвестування прибутку[5]. Неаудована виторг — 482 млн грн.
- 2013 — угода з німецьким банком Landesbank Berlin AG на 7 років на кредит у розмірі 10 млн євро. Компанія отримала сертифікат FSSC 22000, ухвалений GFSI (GlobalFoodSafetyInitiative)[6]. Результати року: неаудована виторг — 652 млн грн, (зростання на 35 %).
- 2014 — введено в експлуатацію пташник для несучки на 326 тисяч птахомісць на виробничому майданчику і пташник для батьківського поголів'я на 29 тисяч птахомісць у Ставищі[7]. Обсяг реалізації яєць за рік збільшився на 25 % до 733 млн яєць, при цьому експорт зріс у 3 рази, з 30 до 89 млн шт. яєць[8].
- 2016 — початок використання для утримання птиці кліток, що відповідають вимогам Directive 1999/74/EC[9]. Чистий прибуток скоротився на 29 % до $22,5 млн, виторг збільшилася на 3 % до $ 77,7 млн із $ 75,6 млн. Показник EBITDA компанії скоротився на 31 % і склав $ 24,1 млн[10].
- 2017 — компанія отримала дозвіл на експорт яєць класу «А» до ЄС[11]. Вперше на українському ринку розпочато виробництво ферментованого термостабільного жовтка[12].
- 2018 — оголошено план будівництва заводу з виготовлення яєць у Латвії[13], інвестиції складатимуть €85 млн[14]. «Овостар Юніон» відкриває дочірню компанію OAE Food Trade FZE в Дубаї (ОАЕ)[15]. Внутрішні продажі зросли на 19 %, експорт — на 11 % (загалом до 55 країн). Дохід групи за підсумками року склав $125 млн (зростання на 27 %), а чистий прибуток — $17,5 млн (зниження на 24 %)[16].
- 2019 — вихід на ринок нового продукту компанії  — рідкої яєчної суміші «Омлет фірмовий»[17]. Початок продажу яйця вільного вигулу (free range)[18]. Птахофабрики компанії  отримали сертифікат HALAL (до цього такий сертифікат був тільки у яєчних продуктів «Овостар»). Оновлення бренду «ЯСЕНСВІТ».
- 2020 — суміш «Омлет фірмовий» (англ. SCRAMBLED EGGS) була представлена у спеціальній Future Zone на міжнародній виставці продуктів харчування Gulfood 2020[19]. «Овостар Юніон» брав участь у програмі «Без антибіотиків» Союзу птахівників України[20].
- 2021 — виробничі підрозділи компанії пройшли сертифікацію виробництва на відповідність новітній міжнародній системі якості та безпеки харчових продуктів FSSC 22000 v. 5.1[21].
- 2023 — у І півріччі 2023 року «Овостар Юніон» отримала $20,63 млн чистого прибутку, тоді як аналогічний період 2022 року завершила з чистим збитком $19,78 млн. Згідно зі звітом групи на Варшавській фондовій біржі, її виручка за шість місяців збільшилася на 56,8 % — до $88,69 млн переважно завдяки зростанню цін на її продукцію. Валовий прибуток у І півріччі 2023 року становив $26,99 млн проти валового збитку $10,39 млн минулого року, операційний — відповідно $20,12 млн проти $17,57 млн збитку, а EBITDA — $21,7 млн проти від'ємного її значення $15,5 млн у І півріччі минулого року[22].
- 2024 — з 21 cерпня 2024 торгівля акцій на Варшавській фондовій біржі була зупинена за заявкою компанії[23].

## Цікаві факти
- Першою в країні почала випуск ферментованого термостабільного жовтка.
- Відкрила найвищий пташник у Європі (2011)[24].
- Перші євроклітки в Україні[25].
- Перші серед великих українських виробників розпочали продаж яйця вільного вигулу[26].
- Перші почали випускати рідкі яєчні продукти у пакованні Pure Pack.[27]